# Balkanabat
Balkanabat (orosz nyelven: Балканабад, korábban Nebit-Dag vagy Nebitdag) város Türkmenisztán nyugati részén, a Balkán tartomány fővárosa, 108 000 lakossal (2011).

## Fekvése
Mintegy 600 km-re északnyugatra fekszik a fővárostól Aşgabat-tól.

## Története
A várost 1933-ban alapították a Kaszpi-tengerhez vezető út egyik állomásaként, 1946-ig Nefte-Dag (orosz Neft: kőolaj), 1946-tól 1999-ig a Nebit-Dag nevet viselte, majd ezt követően kapta jelenlegi Balkanabat nevét. 
A város az olaj- és gázfeldolgozás ipari központjaként ismert.
Balkanabatban található a „Nebitçi” szálloda, van színháza és több múzeuma is.

## Nevezetességek
- Yangykala Canyon

## Itt születtek, itt éltek
- Asat Bairyjew (* 1989), orosz labdarúgó